# لیانیوان
لیانیوان (به لاتین: Lianyuan) یک تقسیمات کشوری شهر در جمهوری خلق چین است که در لوادی واقع شده‌است. لیانیوان ۱٬۸۹۴٫۹۳ کیلومتر مربع مساحت و ۹۹۵٬۷۱۲ نفر جمعیت دارد.